# Sabbie mobili

Simbolo di pericolo di sabbie mobili, definito dalla norma internazionale ISO 7010.

Le sabbie mobili sono costituite da una massa di sabbia fine, più o meno satura di acqua, caratterizzata da una debole capacità di sostenere pesi: dal punto di vista fisico, si tratta di un gel idrocolloidale.
Può essere costituita da un miscuglio di argilla e acqua dolce o salata e trattiene bene l'umidità grazie ai minuscoli pori presenti nei granelli.

## Caratteristiche

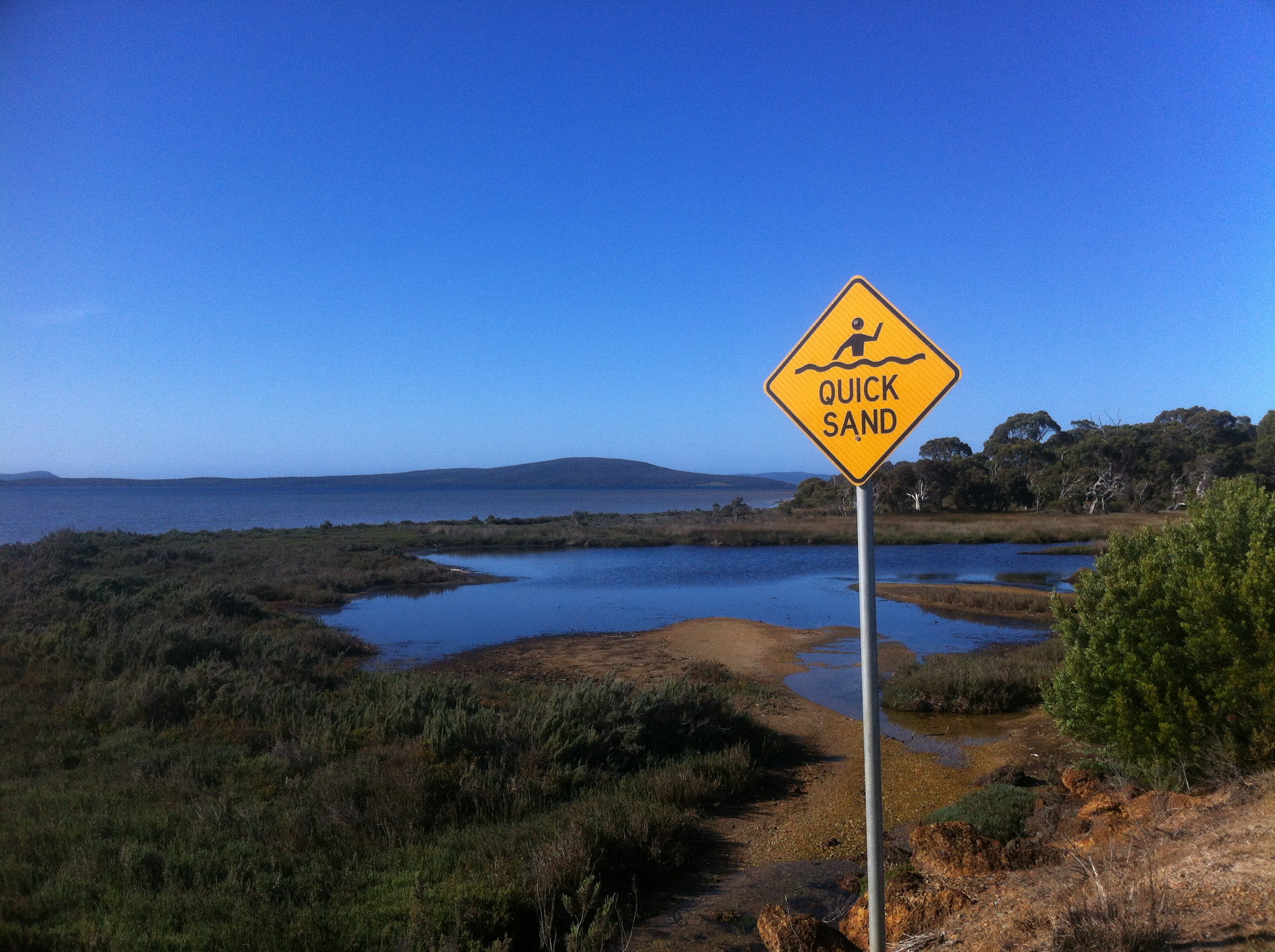
Cartello che avvisa del rischio di sabbie mobili nei pressi di Lower King Bridge, nell'Australia Occidentale

Il fenomeno delle sabbie mobili si ritrova in diverse forme in natura ed è conosciuto sotto il nome di tissotropia; può essere sperimentato in casa scuotendo un flacone di ketchup e osservando come la massa di pomodoro diventi più liquida dopo essere stata agitata: la sua viscosità varia a causa delle sollecitazioni a cui è sottoposta; è possibile inoltre notare una variazione della viscosità di un vasetto di yogurt in seguito al mescolamento con un cucchiaino.
Accade nello stesso modo che la massa di sabbia possieda, a seconda delle circostanze, diverse caratteristiche fisiche:
1. Se non disturbata, la massa di sabbia può formare effettivamente un corpo solido.
2. Disturbata, la massa tende a liquefarsi: a causa della presenza di acqua, essa può reagire vistosamente alla tensione interna e comportarsi come un liquido se meccanicamente sollecitata. Può bastare che il corpo di una persona agisca sulla massa (o con la pressione esercitata dal suo peso, o semplicemente con una scossa) affinché i legami presenti tra i granelli di sabbia vengano allentati: infatti, essi perdono il contatto tra di loro e restano sospesi nell'acqua. Per questo, in assenza di attrito, potranno muoversi più liberamente, con conseguente calo della viscosità.

Se lasciata a riposo la massa recupera piuttosto in fretta la sua viscosità, tornando quindi a rassodarsi.

## Nel cinema e nella realtà

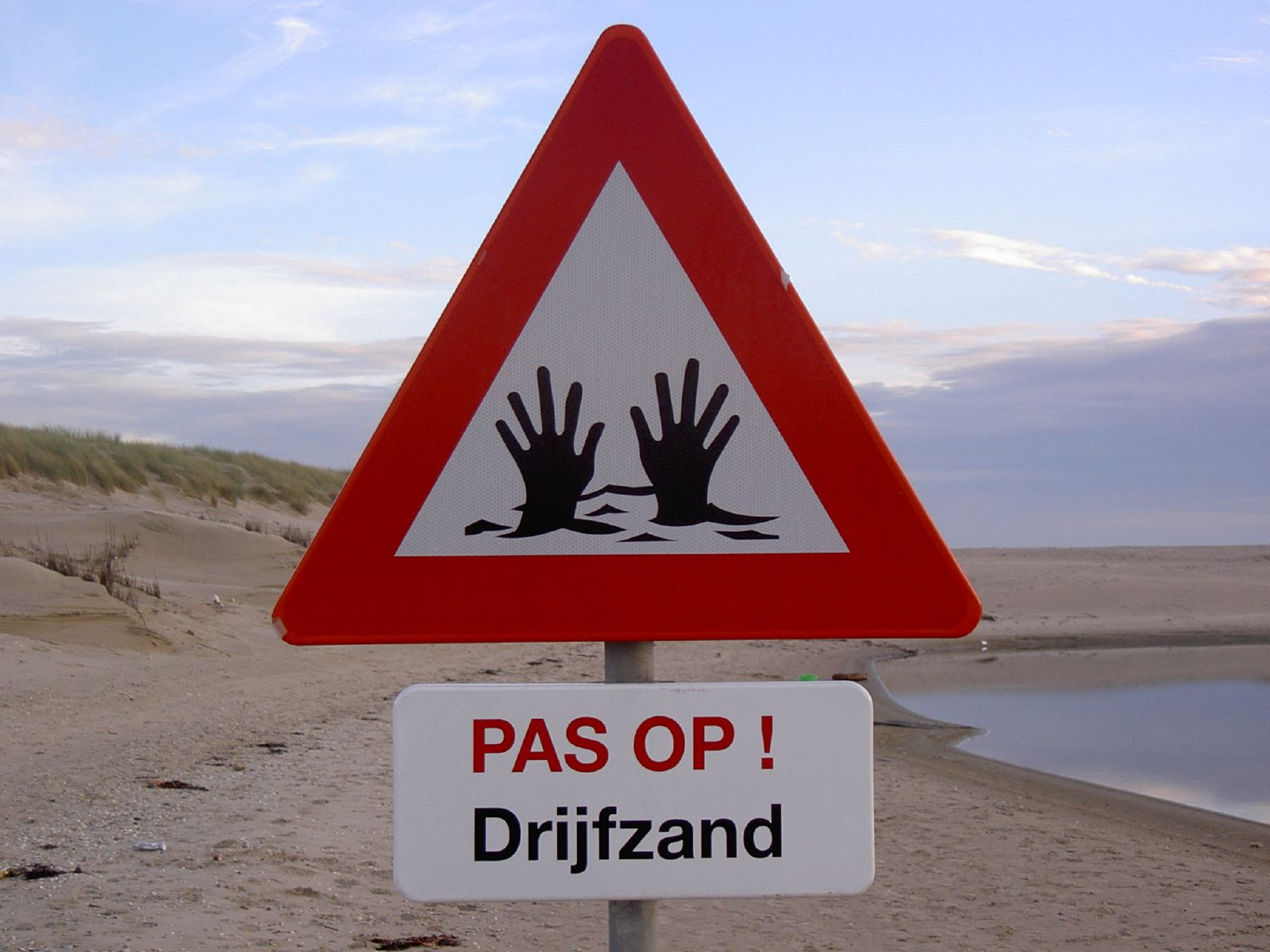
Cartello di avvertimento del pericolo di sabbie mobili nella spiaggia dell'isola olandese di Texel

Questo tipo di terreno è stato un elemento drammatico abbastanza sfruttato nel filone dei film d'avventura. Nelle scene di vecchie opere si vedeva spesso come la sabbia, simile a un liquido, non fosse in grado di sostenere il corpo di chi tentava di camminarci sopra, portandolo quindi a sprofondare. Resta il fatto che, dato il peso specifico di un essere animato, è possibile che questo affondi nelle sabbie mobili solamente per metà del suo volume. La sabbia pesa più dell'acqua e più del corpo di una persona o di un animale, sicché galleggiare sulle sabbie mobili dovrebbe essere, almeno in teoria, parecchio più facile che sull'acqua di un lago. In ogni caso non è praticamente possibile, come invece suggerito nei film o nella coscienza collettiva, che il soggetto sprofondi completamente.
Vero è invece che le sabbie mobili possono costituire un pericolo mortale; di solito sono necessarie forze notevoli per trascinare una persona fuori dalla melma; essere intrappolato in tali sabbie può portare indirettamente alla morte dell'individuo: non sono però le sabbie in sé a uccidere, ma le condizioni in cui viene a trovarsi il soggetto che vi resta intrappolato a lungo senza essere soccorso, come lo sfinimento conseguente ai ripetuti tentativi di uscirne, la disidratazione, la fame oppure, nel caso di sabbie mobili marine, il ritorno dell'alta marea e il conseguente annegamento.